# Ángel Román Idígoras
Ángel Román Idígoras (Madrid, 30 de junio de 1968) es un presbítero español. Obispo de Albacete (desde 2025).

## Biografía
Nació en Madrid (1968). Ingresó el Seminario menor (1984), y obtuvo inicialmente la licenciatura en Magisterio por la Universidad Complutense de Madrid (1989). Completó sus estudios de Teología (1992) en el Centro de Estudios Teológicos San Dámaso, que luego se convirtió en la Universidad Eclesiástica San Dámaso de Madrid. Completó su formación académica con otra licenciatura en Sociología en la Universidad Pontificia de Salamanca (2003).
Fue catequista en las parroquias de San Gabriel de La Poveda (Arganda del Rey) y de San Juan Bautista de Arganda del Rey. Inició su tarea pastoral en la etapa formativa del seminario en las parroquias de Nuestra Señora del Buen Aire (Madrid) y de la Asunción de Nuestra Señora (Colmenar Viejo). Tras ordenarse sacerdote el 24 de abril de 1994, se incardinó en la diócesis de Alcalá de Henares.

### Sacerdocio
Después de su ordenación sacerdotal, desarrolló su labor sacerdotal como vicario parroquial en la parroquia de San Diego (Alcalá de Henares, 1994-2002); adscrito a la parroquia de Nuestra Señora del Templo (San Fernando de Henares, 2002 y 2005); y párroco de Nuestra Señora del Rosario (Torrejón de Ardoz, 2005-2025).
Compatibilizó su labor pastoral con diversos encargos en la diócesis complutense, entre los otros: jefe de la oficina diocesana de Estadística y Sociología en la diócesis de Alcalá de Henares (2002); miembro del Consejo Presbiteral, director diocesano de la Acción Católica, y miembro del Colegio de Consultores (2007); capellán penitenciario del centro penitenciario Madrid VII de Estremera (2021); miembro del Consejo Presbiteral (2023), y vicario episcopal para la zona central de la diócesis y miembro del consejo económico diocesano (2024).

### Episcopado
El 6 de marzo de 2025 el Papa Francisco lo nombró obispo ordinario de la diócesis de Albacete. Recibió la ordenación episcopal el 3 de mayo siguiente en la catedral de Albacete.